# Elià Tàctic
Elià Tàctic, en llatí Aelianus Tacticus, en grec antic Αἰλιανός Τακτικός, fou un escriptor grec que va viure a Roma, que no s'ha de confondre amb Claudi Elià.
Va escriure una obra en 53 capítols sobre tàctiques militars dels grecs que va dedicar a l'emperador Hadrià, titulat Περὶ Στρατηγικῶν Τάξεων Ἑλληνικῶν. Explica a l'inici de l'obra, que el tema va sorgir d'una conversa amb l'emperador Nerva a casa de Sext Juli Frontí. També va escriure sobre l'exèrcit romà de l'època, i va prometre un llibre sobre tàctiques navals, que si el va escriure, s'ha perdut.